# Pocillopycnis umensis
Pocillopycnis umensis är en svampart som först beskrevs av Bubák & Vleugel, och fick sitt nu gällande namn av Dyko & B. Sutton 1979. Pocillopycnis umensis ingår i släktet Pocillopycnis, divisionen sporsäcksvampar och riket svampar.   Inga underarter finns listade i Catalogue of Life.